# Francisco de Borja y Aragón

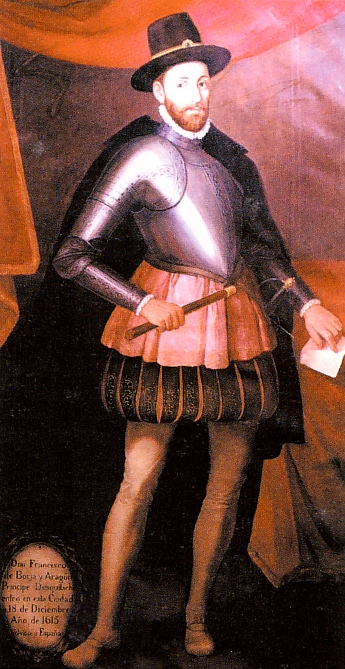
Francisco de Borja y Aragón

Francisco de Borja y Aragón Graf von Mayalde und Fürst von Squillace (* 1581 (nach anderen Quellen: 1577 oder 1582) in Genua, Italien (nach anderen Angaben in Madrid, Spanien oder auf See im tyrrhenischen Meer); † 26. September (nach anderen Quellen: 25. Oktober) 1658 in Madrid, Spanien) war ein spanischer Schriftsteller und amtierte von 1615 bis 1621 als Vizekönig von Peru.

## Leben

### Frühe Jahre
Francisco de Borja war Sohn von Juan de Borja y Castro und Francisca de Aragón y Barreto. Sein Onkel väterlicherseits war Francisco de Borja aus der Familie der Borgia, General des Jesuitenordens, der später von der römisch-katholischen Kirche heiliggesprochen wurde. Mütterlicherseits stammt die Familie aus dem königlich spanischen Haus Aragón. In seiner Jugend reiste er viel, da sein Vater als Diplomat auf Missionen für den spanischen Hof unterwegs war. Durch die Hochzeit mit seiner Cousine Ana de Borja y Pignatelli erlangte er 1602 den Fürstentitel von Squillace.

### Vizekönig von Peru
Im Juli 1614 wurde Borja zum Vizekönig von Peru berufen. Mit einem Gefolge von 174 Personen reiste er nach Südamerika. Zu dieser Zeit machten vor allem holländische Freibeuter die pazifischen Gewässer unsicher. Aus Sorge vor Piratenüberfällen zögerte sich daher der letzte Reiseabschnitt von Panama nach Peru ein Jahr hinaus. Im Dezember 1615 erreichte Borja die Stadt Lima und trat sein Amt an.
Er erhöhte die Ausbeute aus den Silber- und Goldminen und verbesserte so die Einnahmen für die Staatskasse. Zum Schutz gegen Freibeuterangriffe befestigte er den Hafen von Callao und stattete ihn mit einer festen Garnison von 500 Mann aus. 1617 teilte er die Verwaltungseinheiten jenseits des Andenhauptkammes zwischen dem Río de la Plata und dem heutigen Paraguay.
Auf kulturellem Gebiet engagierte sich Borja für die Wissenschaft, indem er die Universidad de San Marcos in Lima gründete (1619) und das Colegio del Principe einrichtete, eine Bildungsanstalt für adelige Indianer (1620).

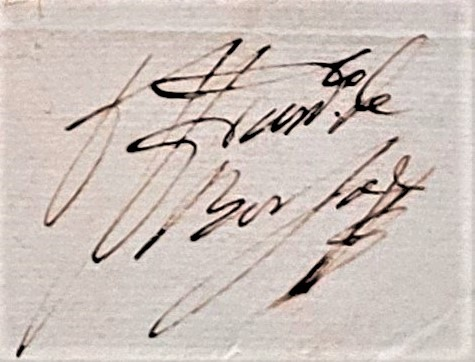
Unterschrift von Franicso de Borja y Aragón

Mit Jahresende 1621 endete seine Amtszeit und Borja kehrte nach Europa zurück, wo er sich der Dichtkunst widmete.

## Literarische Werke
Als Dichter schuf Borja folgende Hauptwerke:
- Obras en verso (1654) (Werke in Versform)
- El canto de Antonio y Cleopatra (Der Gesang von Antonius und Kleopatra)
- La Pasión de Nuestro Señor Jesucristo (1638) (Die Leidensgeschichte unseres Herrn Jesus Christus)
- Nápoles recuperada por el rey don Alfonso (1651) (Die Wiedereroberung Neapels durch den König Alfons) - Episches Gedicht